# Galeopsis mimicus
Galeopsis mimicus är en mossdjursart som beskrevs av Gordon 1989. Galeopsis mimicus ingår i släktet Galeopsis och familjen Celleporidae. Inga underarter finns listade i Catalogue of Life.